# Campionati svedesi di sci alpino 1976
Ai Campionati svedesi di sci alpino 1976 furono assegnati i titoli di discesa libera, slalom gigante e slalom speciale, sia maschili sia femminili.

## Risultati
| Specialità      | Uomini           | Donne          |
| --------------- | ---------------- | -------------- |
| Discesa libera  | Anders Hansson   | Monica Jonsson |
| Slalom gigante  | Ingemar Stenmark | Jill Wahlqvist |
| Slalom speciale | Ingemar Stenmark | Pia Gustafsson |